# Grundlagenvertrag
Grundlagenvertrag oder Grundvertrag ist die Kurzbezeichnung für den Vertrag über die Grundlagen der Beziehungen zwischen der Bundesrepublik Deutschland und der Deutschen Demokratischen Republik. Er wurde am 21. Dezember 1972 geschlossen, am 11. Mai (Bundesrepublik) bzw. 13. Juni 1973 (DDR) ratifiziert und trat am 21. Juni 1973 in Kraft.

Zeitliche Übersicht der Ostverträge, 1963–1973

## Geschichte
Dem Grundlagenvertrag gingen eine Reihe anderer Verträge im Rahmen der neuen Ostpolitik voraus. Unter Bundeskanzler Willy Brandt wurde dadurch eine Kehrtwende von der Hallstein-Doktrin zur innerdeutschen Politik des „Wandels durch Annäherung“ eingeläutet. Am 12. August 1970 war ein Vertrag der Bundesrepublik mit der Sowjetunion geschlossen worden (Moskauer Vertrag), am 7. Dezember 1970 mit der Volksrepublik Polen (Warschauer Vertrag), am 3. September 1971 war das Viermächteabkommen über Berlin getroffen worden, als ergänzende Vereinbarung dazu hatten die Bundesrepublik und die DDR das Transitabkommen über die Durchreise zwischen West-Berlin und der Bundesrepublik und den Verkehrsvertrag über Reiseerleichterungen geschlossen. Nach dem Grundlagenvertrag wurde noch am 11. Dezember 1973 der Prager Vertrag mit der ČSSR geschlossen.
Die Verhandlungen zum Grundlagenvertrag wurden vom Staatssekretär im Bundeskanzleramt (und späteren Bundesminister für besondere Aufgaben) Egon Bahr – für die Bundesrepublik Deutschland – und dem Staatssekretär Michael Kohl – für die DDR – geführt. Der Vertrag wurde daraufhin am 21. Dezember 1972 in Ost-Berlin von beiden unterzeichnet.
Die Vertragsverhandlungen gingen nur mühsam voran, da die DDR sich anfangs nur zu Verhandlungen bereit erklärte, wenn die Deutsche Demokratische Republik nach Abschluss des Vertrages völkerrechtlich anerkannt werde. Diese Forderung konnte die sozialliberale Koalition nicht erfüllen, da sie damit gegen das Wiedervereinigungsgebot im Grundgesetz verstoßen hätte. Von der Bundesrepublik Deutschland wurde der DDR daher bis zum Ende lediglich die staatsrechtliche Anerkennung ausgesprochen, auch wenn ihr Status als Völkerrechtssubjekt vom Bundesverfassungsgericht bestätigt wurde. Die Bundesrepublik bekräftigte aber bereits im Moskauer und Warschauer Vertrag den Status quo und die staatliche Souveränität der DDR. Nach Abschluss des Moskauer Vertrages ließ Walter Ulbricht Verhandlungen ohne Vorbedingungen zu.

## Vereinbarungen

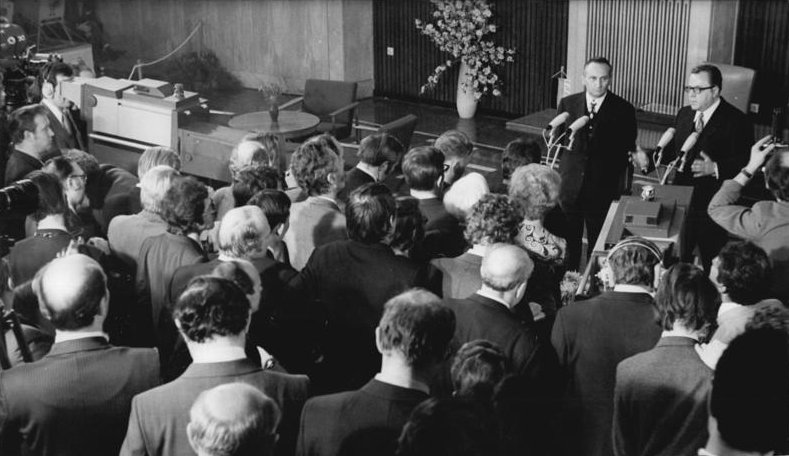
Pressegespräch nach der Unterzeichnung des Vertrages am 21. Dezember 1972. Egon Bahr (links) und Michael Kohl beantworten Fragen von Journalisten.

Der Vertrag über die Grundlagen der Beziehungen zwischen der Bundesrepublik und der DDR besteht aus zehn Artikeln:
- In Artikel 1 wird die Entwicklung gutnachbarlicher Beziehungen auf gleichberechtigter Basis vereinbart.
- In Artikel 2 bekennen sich die beiden Staaten zu den Grundsätzen der Vereinten Nationen.
- In Artikel 3 verpflichten sie sich, bei der Beilegung von Streitigkeiten auf Gewalt zu verzichten und die gegenseitigen Grenzen zu achten. Die „Unverletzlichkeit der Grenzen“ schließt eine Grenzänderung in beidseitigem Einvernehmen jedoch nicht aus.
- In Artikel 4 wird bestimmt, dass keiner der beiden Staaten den anderen international vertreten kann.
- In Artikel 5 versprechen die beiden Staaten, dass sie sich am Prozess der Sicherheit und Zusammenarbeit in Europa beteiligen und die Abrüstungsbemühungen unterstützen werden.
- In Artikel 6 vereinbaren die beiden Staaten, dass die Hoheitsgewalt sich auf das eigene Staatsgebiet beschränkt und sie gegenseitig die Selbständigkeit und Unabhängigkeit in inneren und äußeren Angelegenheiten respektieren.
- In Artikel 7 werden Abkommen über Zusammenarbeit auf einer Reihe von Gebieten (unter anderem Wirtschaft, Wissenschaft, Post- und Fernmeldewesen, Kultur und Sport) in Aussicht gestellt.
- In Artikel 8 wird der Austausch von Ständigen Vertretern vereinbart.
- Artikel 9 bestimmt, dass der Vertrag frühere Verträge nicht berührt.
- In Artikel 10 wird die Ratifikation und das Inkrafttreten geregelt.

Auf eine Regelung der offenen Vermögensfragen konnten sich die Vertragsparteien nicht einigen.
Vor der Unterzeichnung der Verträge übergab Egon Bahr den Brief zur deutschen Einheit, in dem festgestellt wurde, dass der Vertrag „nicht im Widerspruch zu dem politischen Ziel der Bundesrepublik Deutschland steht, auf einen Zustand des Friedens in Europa hinzuwirken, in dem das deutsche Volk in freier Selbstbestimmung seine Einheit wiedererlangt.“

## Widerstände

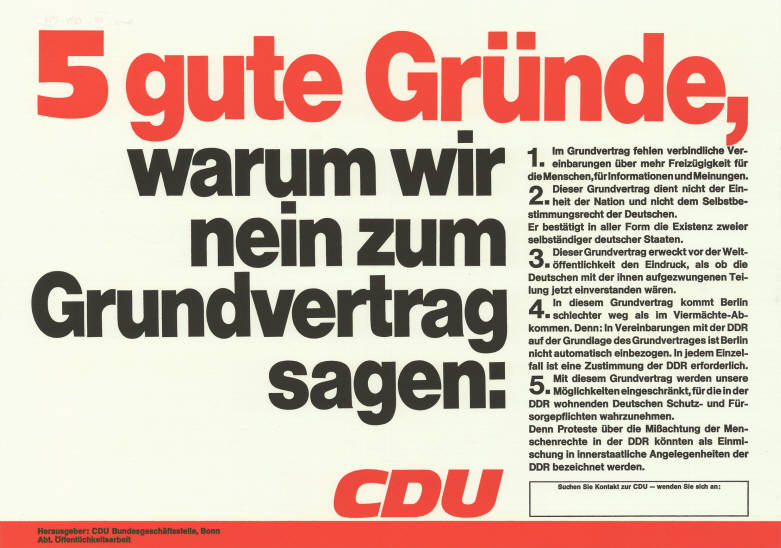
Plakat der CDU gegen den Grundlagenvertrag

Der Grundlagenvertrag war politisch und rechtlich umstritten. Die CDU/CSU-Fraktion hatte Vorbehalte gegen den Vertrag, da er wesentliche Punkte nicht enthielt: Zum Beispiel wurde er nicht unter den Vorbehalt eines anzustrebenden Friedensvertrags gestellt, es wurden keine Regelungen über den Status von Berlin getroffen, und die Rechte und Verantwortlichkeiten der Vier Mächte wurden nicht erwähnt. Die menschlichen Erleichterungen würden nicht ausreichend abgesichert und Begriffe wie Einheit der Nation, Freiheit und Menschenrechte würden nicht oder nur ungenügend behandelt.
Der Vertrag wurde jedoch mit 268 gegen 217 Stimmen vom Deutschen Bundestag ratifiziert. Im Bundesrat wurde er von der Mehrheit der CDU/CSU-regierten Länder abgelehnt. Da jedoch eine Überweisung an den Vermittlungsausschuss nicht beschlossen wurde, war das Gesetz verabschiedet.

## Bundesverfassungsgericht
Am 22. Mai 1973, drei Tage vor der Debatte zur Ratifizierung des Grundlagenvertrages im Bundesrat, beschloss die Bayerische Staatsregierung, ihn vom Bundesverfassungsgericht prüfen zu lassen. Am 28. Mai strengte sie sodann das Normenkontrollverfahren an. In der Begründung wurde bemängelt, dass der Vertrag unter anderem das grundgesetzliche Wiedervereinigungsgebot und die Fürsorgepflicht gegenüber Deutschen in der Deutschen Demokratischen Republik verletze, da keine Interventionen zu ihrem Schutz mehr stattfinden könnten. Für Berlin habe er zudem nur eingeschränkt Geltung. Das Verfassungsgericht wies die Klage am 31. Juli 1973, kaum 10 Wochen nach Einreichung, ab und entschied, dass der Vertrag mit dem Grundgesetz vereinbar sei, allerdings nur in einer relativ engen verfassungskonformen Auslegung. Es äußerte sich in seinem Urteil ausführlich und grundlegend zum Fortbestand des deutschen Staates, d. h. zum Status quo, wie dieser sich seit 1945 herausgebildet hatte. Die damalige Bundesrepublik war demnach nicht Rechtsnachfolger, sondern vielmehr identisch mit dem Deutschen Reich als Völkerrechtssubjekt (die räumliche Ausdehnung betreffend jedoch nur teilidentisch).
In den Entscheidungsgründen wurde festgestellt, dass die mit dem Grundlagenvertrag vereinbarte Anerkennung der DDR eine „faktische Anerkennung besonderer Art“ sei. Das Grundgesetz verbiete die definitive Anerkennung der Teilung Deutschlands, eine mögliche gesamtdeutsche Zukunft offenzuhalten sei Verfassungspflicht des westdeutschen Staates. Alle Deutschen hätten nur die eine, in der Verfassung verankerte deutsche Staatsangehörigkeit. Das Wiedervereinigungsgebot sei nicht nur eine politische Absichtserklärung, sondern binde nach wie vor alle Verfassungsorgane. Der Weg zur Wiedervereinigung bleibe aber den politisch Handelnden überlassen. Der Vertrag selbst bildete neben bestehenden „eine zusätzliche neue Rechtsgrundlage […], die die beiden Staaten in Deutschland enger als normale völkerrechtliche Verträge zwischen zwei Staaten aneinander binden“ sollten.
Diese Auslegung durch das Bundesverfassungsgericht spielte bei der Herstellung der Einheit Deutschlands 1990 eine nicht unwesentliche Rolle. Sie wurde durch die erhalten gebliebene Staatsangehörigkeit für alle Deutschen und die Beitrittsmöglichkeit der DDR zum Geltungsbereich des Grundgesetzes nach Artikel 23 GG erleichtert.

## Folgen

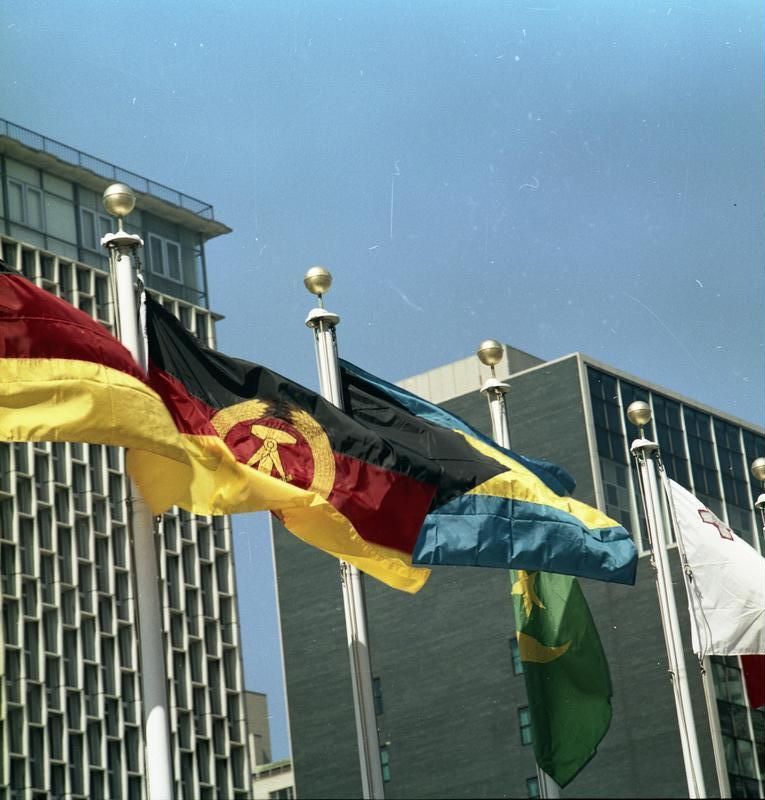
1973: Die Fahnen der Bundesrepublik und der DDR vor dem UNO-Hauptquartier in New York City

Am 2. Mai 1974 nahmen die Ständigen Vertretungen ihre Arbeit auf. Als Ständiger Vertreter der Bundesrepublik bei der DDR wurde Günter Gaus, als Ständiger Vertreter der DDR in der Bundesrepublik Michael Kohl akkreditiert.
Beide Staaten vereinbarten, dass sie sich um Mitgliedschaft bei den Vereinten Nationen bewerben würden. Am 18. September 1973 wurden sie schließlich als 133. und 134. Mitglied aufgenommen.
Folgende Einzelverträge wurden in den folgenden Jahren geschlossen:
- 25. April 1974: Abkommen über Gesundheitswesen
- 30. März 1976: Abkommen über Post- und Fernmeldeverkehr
- 16. September 1978: Vereinbarung über den Bau einer Autobahn zwischen Hamburg und Berlin
- 29. November 1978: Regierungsprotokoll über die „Überprüfung, Erneuerung und Ergänzung der Markierung der zwischen der Bundesrepublik und der DDR bestehenden Grenze“
- 21. Dezember 1979: Abkommen über Zusammenarbeit im Veterinärwesen
- 30. April 1980: Vereinbarung über den Bau einer Autobahn zwischen Berlin und Herleshausen, den Ausbau des Mittellandkanals und den zweigleisigen Ausbau der Eisenbahnverbindung zwischen Berlin und Helmstedt
- 6. Mai 1986: Abkommen zwischen der Regierung der Bundesrepublik Deutschland und der Regierung der Deutschen Demokratischen Republik über kulturelle Zusammenarbeit[5]